# Isenburg (Stammburg)
Die Ruine der Isenburg, des Stammhauses der Isenburger, liegt im rheinland-pfälzischen Ort Isenburg im Westerwald.

## Lage
Die Höhenburg befindet sich jeweils etwa zehn Kilometer Luftlinie nordöstlich von den am Rhein liegenden Städten Neuwied und Bendorf bzw. südwestlich der kleinen Westerwälder Stadt Dierdorf entfernt. Sie steht auf einem etwa 250 Meter hohen Bergvorsprung oberhalb des gleichnamigen Ortes am Zusammenfluss des Ommels-, Wiebels- und Iserbach mit dem Saynbach.

## Geschichte
Die Isenburg wird im Jahre 1103 in einer Urkunde des Erzbischofs Bruno von Trier zum ersten Mal urkundlich erwähnt. Die in dieser Urkunde genannten Brüder Reinbold und Gerlach von Isenburg werden von Erzbischof Poppo von Trier erstmals 1041 und 1042 in Urkunden über den Besitz des St.-Simeon-Stiftes zu Hönningen genannt.
Die Burg wurde wahrscheinlich um 1100 von Rembold und Gerlach I. von Isenburg im Gebiet einer Grundherrschaft der Abtei Fulda als deren Stammsitz erbaut. Aufgrund der sehr frühen Verzweigung des Geschlechts in mehrere Linien, hatte sie sehr bald den Charakter einer Ganerbenburg, das heißt einer Burggemeinschaft von Mitgliedern verschiedener Familienstämme, die meist in einem verwandtschaftlichen Verhältnis zueinander stehen. Bekannt sind ein Covern-Haus, das Runkel’sche Haus, ein wiedisches Haus, ein Salentin’sches und ein Braunsberger Haus, ein Frauenhaus, ein Pfortenhaus und ein Walkhaus in der Isenburg.
Im Jahre 1625 war die Burg noch bewohnt. Sie diente zu dieser Zeit in erster Linie als Witwensitz. 1633 war sie von spanischen Truppen besetzt aber nicht zerstört worden. Mit dem Tod von Graf Ernst von Isenburg-Grenzau im Jahre 1664 ist die Linie Nieder-Isenburg ausgestorben. Aufgrund eines Erbstreits war die Burg anschließend dem Verfall preisgegeben. Landesherren wurden dann ab 1666 im Rahmen eines Kondominiums die Grafen von Walderdorff und Grafen von Wied-Neuwied (1694 übertragen auf die Grafen von Wied-Runkel). Die Burgruine gehört heute dem Fürsten zu Wied in Neuwied.
Im Jahr 1771 stürzte die südliche Hälfte des Bergfrieds zusammen mit dem Treppenhaus ein. Weil man befürchtete, der Rest des Turmes werde eines Tages womöglich auf das Dorf herabstürzen, erwog man ihn mit Kanonen zusammenzuschießen oder zu sprengen. Schließlich wurde diese Vorhaben, genau so wie die Überlegung, die Ruine von Hand abzutragen, wegen der Gefährlichkeit und der Kosten fallen gelassen in der Hoffnung, dass die Mauer noch 50 Jahre stehen bliebe.
Nach Isenburger Gemeinderechnungen von 1783 bis 1810 diente die Ruine als Steinbruch.
Seit 2005 bemüht sich der Förderverein „Freundeskreis der Isenburg e. V.“ in Verbindung mit dem „Landesamt für Denkmalpflege Rheinland-Pfalz“ darum die Burgruine der Nachwelt zu erhalten und der Öffentlichkeit wieder voll zugänglich zu machen.

## Burganlage

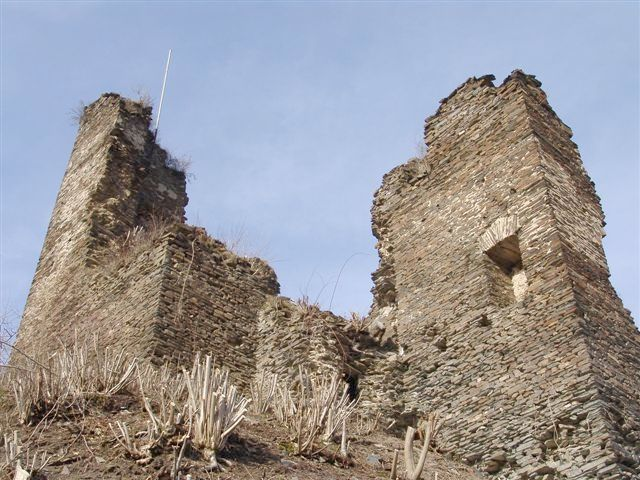
Ruine der Isenburg, rechts Wohnhaus, links Bergfried

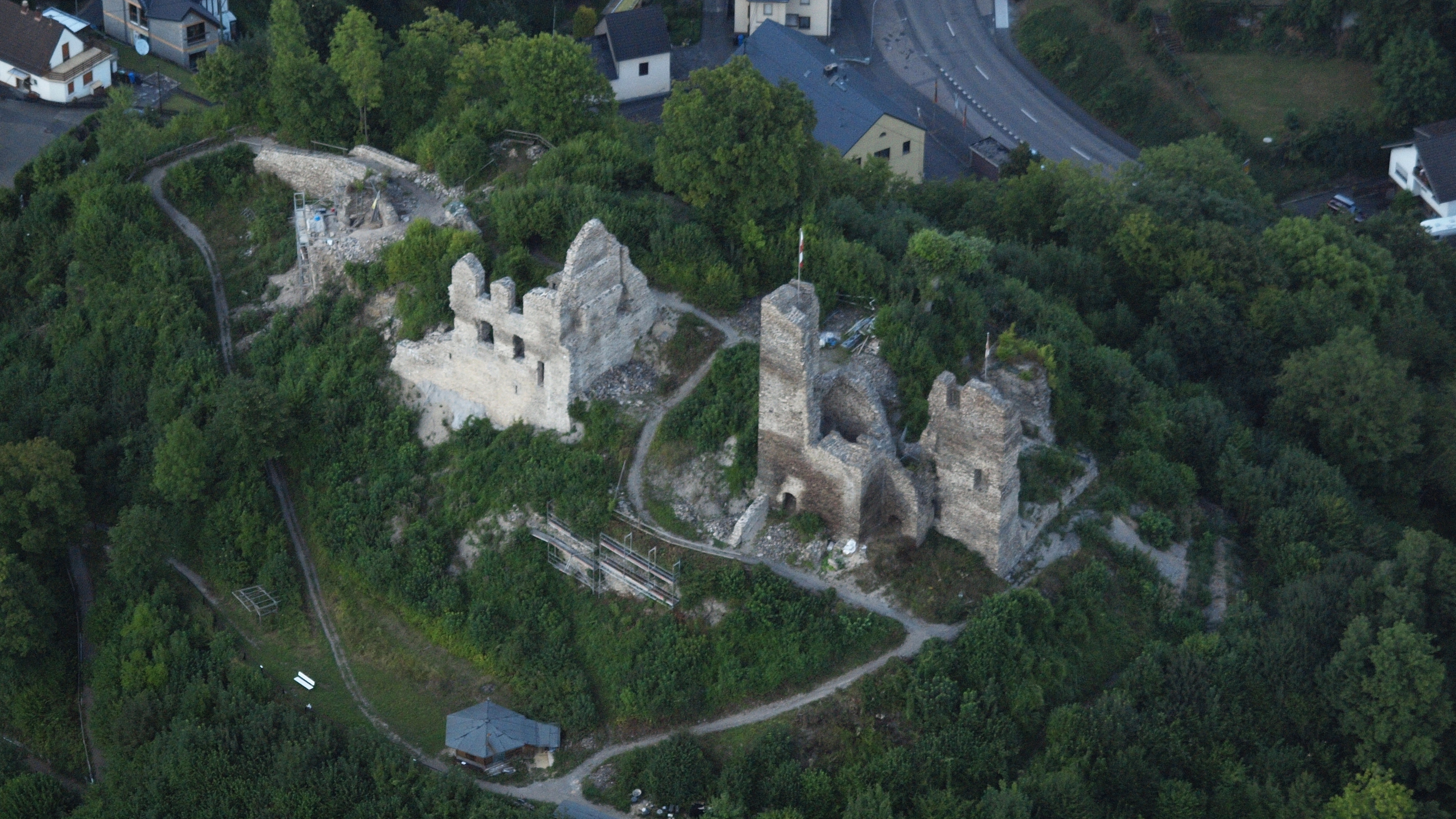
Die Isenburg aus der Vogelperspektive

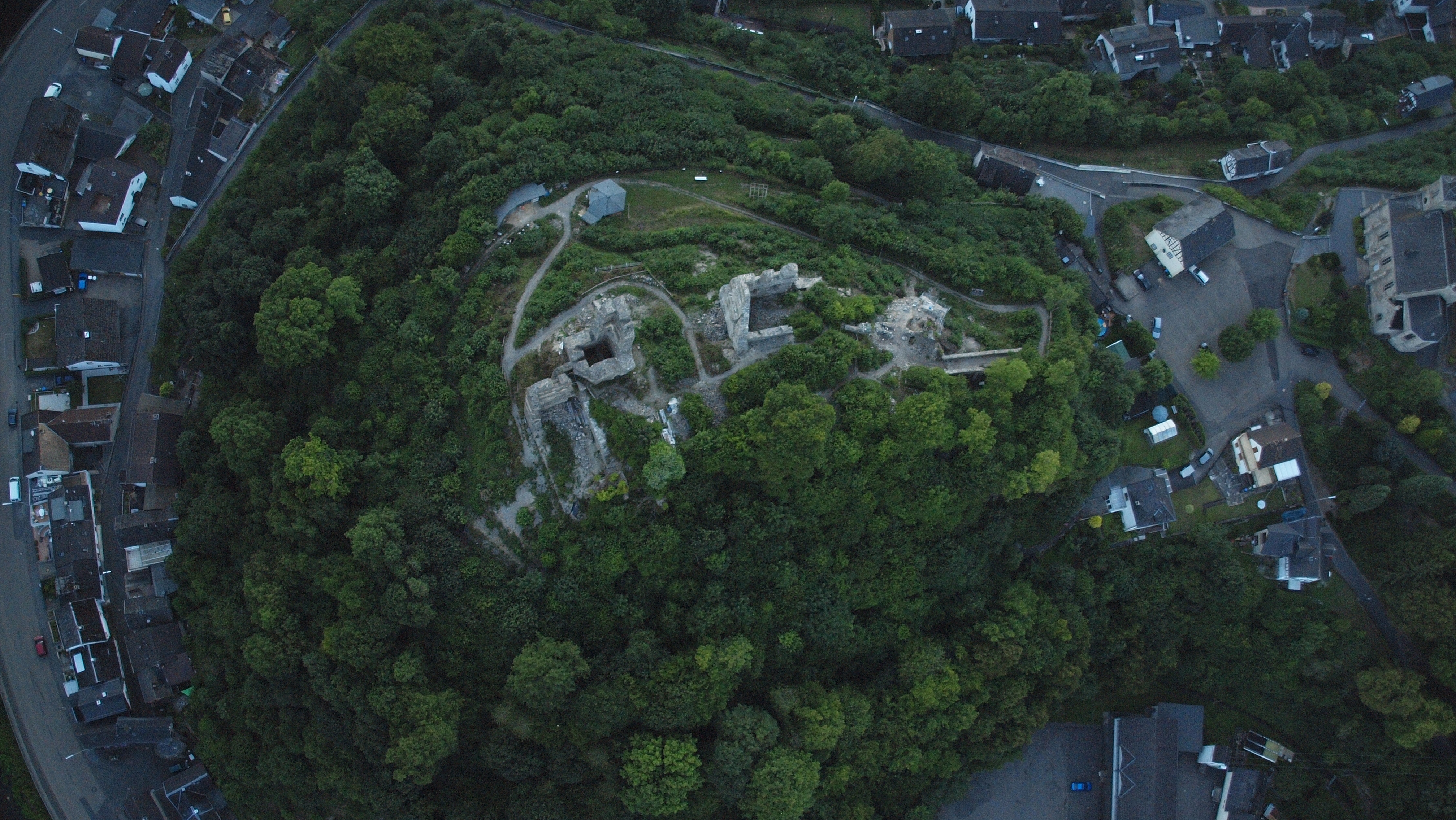
Isenburg – Senkrechtaufnahme

Die Isenburg ist eine romanische Höhenburg und war sehr großzügig und geräumig angelegt. Sie ist die zweitälteste Burg im Landkreis Neuwied. Die steile Bergkuppe, auf der sie errichtet wurde, ist zu drei Vierteln von Sayn- und Iserbach umflossen und im Norden durch einen schmalen Sattel mit der Ebenfelder Höhe verbunden.
Ihre Ausdehnung betrug in Nord-Süd-Richtung rund 70 Meter, in Ost-West-Richtung rund 30 Meter. Durch eine Quermauer war sie in einen Nord- und einen Südteil getrennt. Der Bergfried befand sich nicht wie üblich auf der Angriffsseite (im Norden), sondern in der Südwestecke auf einer Felsspitze. Von hier aus war das Sayntal in beiden Richtungen gut zu überwachen. Sein Grundriss ist ein Quadrat von 9 m Seitenlänge. Über dem stark 2 m dicken Mauerwerk des gewölbten Untergeschosses erheben sich noch Teile der Nord- und Ostwand des zweiten und dritten Geschosses. Der Turm dürfte eine Höhe von 20 bis 25 m gehabt haben. Der noch erkennbare Hocheingang in etwa 6 m Höhe führte ins erste Obergeschoss, darunter gab es einen rundbogigen Eingang auch ins Untergeschoss.
Im 13. Jahrhundert standen hier vier Wohnhäuser, und zwar das isenburgische oder alte Haus, das Kobernhaus, das Haus Wied und das Frauen- oder Runkelsche Haus. Das Frauenhaus wurde auch als Haus Grenzau bezeichnet. Gemeinsam nutzte man Bergfried, Tore und Brücken. Von diesen Häusern sind vor allem auf der Westseite teils noch über 10 m hohe Mauerreste mit Giebeln, Fenstern, Konsolen usw. erhalten. Unter dem größten, offenbar abgebrannten Haus, befand sich ein tonnengewölbter Keller, der erst in den 1930er Jahren zum großen Teil einstürzte.

## Befestigung des Burgfleckens

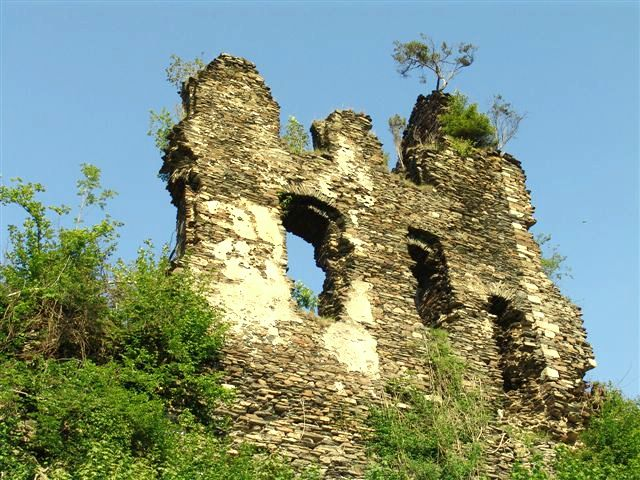
Frontansicht des größten Hauses auf der Isenburg

Die Siedlung am Fuß der Isenburg war ein Burgflecken gleichen Namens und hatte Stadtrechte bzw. den Status eines gefreiten Ortes. Zu einer Stadtgründung ist es aber nicht gekommen, die Tallage des Ortes bot keine Ausdehnungsmöglichkeiten.
Bereits Anfang des 14. Jahrhunderts wurde der Burgflecken befestigt. Die Befestigung erstreckte sich in einem beträchtlichen Umkreis um Burg und Tal und schützte nicht nur den Ort, sondern diente auch der Burg als vorgeschobene Sicherung. Sie bestand aus Mauer und Graben, teilweise wohl auch nur aus Gebück und hatte vier Tore. Eines der Tore, die Alte Porz (Alte Pforte), in der Dorfmitte direkt an der B 413 gelegen, gehört noch heute zu den Isenburger Wahrzeichen und beheimatet seit 2008 ein Heimatmuseum. Sie wurde als äußeres Schutztor am Burgaufgang erstellt. Dieses Torhaus hat eine spitzbogige Toröffnung, die, balkenüberdeckt, einen Fachwerkaufbau trägt, dessen Satteldach ein Glockentürmchen ziert. An der einen Seite ist ein Stumpf eines wohl ursprünglichen Rundturmes angelehnt, der aus Bruchsteinen aufgemauert ist. Möglicherweise war auf der gegenüberliegenden Seite ebenfalls ein solcher Turm vorhanden. Ein angebautes Fachwerkhaus diente wahrscheinlich als Wohnung der Wachleute. Dieses Torhaus wurde 1959 restauriert und befindet sich in einem guten baulichen Zustand. Das zweite Tor ist die Schildpforte oberhalb des Friedhofs bei der Pfarrkirche, am alten Weg über das Ebenfeld nach Kleinmaischeid. Sie ist noch fast in ihrem Urzustand erhalten. Es handelt sich um einen quadratischen Turm von 4,5 m Seitenlänge und einer Höhe von 9 m. Er war dreigeschossig und hat eine spitzbogige Toröffnung.